# Милош Колчагов
Милош (Милуш) Тошков Колчагов е български революционер, войвода на Вътрешната македоно-одринска революционна организация.

## Биография
Колчагов е роден в 1886 година в Банско, в Османската империя, днес в България. Принадлежи към големия род Колчагови. Завършва II прогимназиален клас в родния си град и се занимава с търговия. Става куриер и взема участие в пренасянето на оръжие. Четник е при Пейо Яворов. Присъства на Пиринския конгрес на Серския революционен окръг в 1903 година. На околийската конференция в Банско е определен за войвода на чета и през Илинденско-Преображенското въстание се сражава при Белица и Бачево. След това се заселва в село Лъджене (днес Велинград).
По време на Балканската война е доброволец в четата на Йонко Вапцаров и в 13 кукушка дружина на Македоно-одринското опълчение. През Първата световна война служи в 61 полк на 11 дивизия.
Милош Колчагов умира на 11 януари 1958 година във Велинград.